# محطة يني كابي للعبارات
محطة يني كابي للعبارات (بالتركية: Yenikapı Feribot Terminali)‏ هي ميناء بحري يقع في مدينة إسطنبول التركية، على امتداد شارع كينيدي في منطقة الفاتح، وعلى بحر مرمرة. تدير الميناء شركة (آي دي أو) وتسير رحلات بحرية من الميناء إلى عدة وجهات من إسطنبول وموانئ أخرى على بحر مرمرة.
تم افتتاح الميناء عام 1989 حيث بدأت الشركة تسيير رحلاتها من إسطنبول وبدأت في التوسع عام 2000. يقع الميناء في وسط جنوب منطقة الفاتح التاريخية، ويقع قريبا من الميناء محطة قطار الأنفاق "مرمراي" التي تم افتتاحها في عام 2013. تمتد المساحة الإجمالية لمحطة ينيكابي حول 50,127 م2 (539,560 قدم2) .